# Joy Gannon
Joy Irene Gannon (21 marzo 1928 – 12 agosto 2018) è stata una tennista britannica.

## Biografia
Si è sposata nel 1949 con il collega Tony Mottram e ha iniziato a competere con il cognome da coniugata, la coppia ha avuto tre figli Karen, Buster e Linda, gli ultimi due hanno a loro volta intrapreso la carriera da tennisti.

## Carriera
Durante la sua carriera giunse in finale al doppio al Roland Garros nel 1949 perdendo contro la coppia composta da Margaret Osborne duPont e Louise Brough Clapp in due set (7-5, 6-1), la sua compagna nell'occasione era Betty Hilton.
Sempre nel doppio femminile ha raggiunto due volte le semifinali a Wimbledon nel biennio 1949-50 mentre durante il Roland Garros 1952 ha raggiunto i quarti nel singolare arrendendosi solo nel terzo set a Dorothy Head.